# Реални типове данни
Реалните типове данни са тези, които представят реалните числа. Те се разделят на:
- Реални типове с плаваща запетая (floating-point), представящи се според стандарта IEEE 754.
  - 32-битов реален тип float с точност до 7 десетични знака и обхват от ±1,5 × 10-45 до ±3,4 × 1038.
  - 64-битов реален тип double с точност до 15-16 десетични знака и обхват от ±5 × 10-324 до ±1,7 × 10308.
- Реални типове с десетична точност (fixed-point)
  - 128-битов реален тип decimal с точност до 28-29 десетични знака и обхват от ±1 × 10-28 до ±7,9×1028.

Основната разлика между реалните типове данни с плаваща запетая и тези с десетична точност е в точността на пресмятане, както и в степента, до която се закръглят пресмятаните стойности. Типът double може да работи с много големи стойности и такива много близки до нулата, но за сметка на това точността му е малка поради внесени грешки от закръгляне. Типът decimal работи в по-малък обхват, но гарантира много голяма точност.